# Mistrzostwa Ameryki w Piłce Ręcznej Mężczyzn 2014
Mistrzostwa Ameryki w Piłce Ręcznej Mężczyzn 2014 (PanAmericano 2014) – szesnasta edycja mistrzostw Ameryki, która odbyła się w dniach 23-29 czerwca 2014 roku w urugwajskim mieście Canelones. W zawodach wzięło ostatecznie udział osiem reprezentacji z Ameryki Południowej, Północnej, Środkowej i Karaibów. Mistrzostwa były jednocześnie kwalifikacjami do Mistrzostw Świata 2015.
Faworyci zawodów wyraźnie zwyciężyli w swoich grupach, a następnie w półfinałach. Po raz trzeci z rzędu w turnieju triumfowała Argentyna, która w finale pokonała Brazylię, zaś po zaciętym pojedynku brązowy medal zdobyli reprezentanci Chile. Medaliści uzyskali jednocześnie awans na Mistrzostwa Świata 2015.

## Informacje ogólne
Kuba postanowiła wycofać się z turnieju z powodów finansowych, podobnie uczynił wyznaczony w zastępstwie Paragwaj. Dziewięć uczestniczących zespołów rywalizować miało zatem w ramach dwóch grup systemem kołowym, po czym czołowa dwójka z każdej z grup awansowałaby do półfinałów. Dzień przed turniejem wenezuelska federacja również wycofała swój zespół z zawodów, co wymusiło kolejną zmianę terminarza rozgrywek, choć ogólny system pozostał bez zmian. Czołowa trójka zawodów miała zagwarantowany awans na Mistrzostwa Świata 2015.
Arbitrów zawodów wyznaczono w połowie maja 2014 roku.

## Kwalifikacje
Według nowego systemu kwalifikacji przyjętego na kongresie w 2012 roku miały one się odbyć na zasadzie turniejów w poszczególnych regionach PATHF.
Jedno miejsce otrzymał zwycięzca turnieju El Salvador Cup rozegranego dla zespołów z Ameryki Środkowej. Północnoamerykańska kwalifikacja została zaplanowana w stolicy Meksyku z udziałem sześciu zespołów. Po wycofaniu się reprezentacji Dominikany ostatecznie wystartowało pięć drużyn, a awansu nie uzyskała jedna z nich. Czterech południowoamerykańskich uczestników wyłonił marcowy turniej rozegrany podczas Igrzysk Ameryki Południowej 2014.
| Strefa kwalifikacyjna      | Turniej kwalifikacyjny            | Data                     | Miejsca | Zespoły                                          |
| -------------------------- | --------------------------------- | ------------------------ | ------- | ------------------------------------------------ |
| Gospodarz                  | Gospodarz                         | Gospodarz                | 1       | - Urugwaj                                        |
| Ameryka Północna i Karaiby | NorCa Tournament 2014             | 25 lutego – 1 marca 2014 | 4       | - Grenlandia - Kuba - Stany Zjednoczone - Meksyk |
| Ameryka Środkowa           | El Salvador Cup 2013              | 10–14 grudnia 2013       | 1       | - Gwatemala                                      |
| Ameryka Południowa         | Igrzyska Ameryki Południowej 2014 | 8–16 marca 2014          | 4       | - Brazylia - Argentyna - Chile - Wenezuela       |

### Ameryka Północna i Karaiby
| 25 lutego 201316:00 | Grenlandia | 31:27 | Kuba | Meksyk |
| 25 lutego 201316:00 |            | 31:27 |      | Meksyk |

| 25 lutego 201318:00 | Meksyk | 33:21 | Portoryko | Meksyk |
| 25 lutego 201318:00 |        | 33:21 |           | Meksyk |

| 26 lutego 201316:00 | Kuba | 21:15 | Stany Zjednoczone | Meksyk |
| 26 lutego 201316:00 |      | 21:15 |                   | Meksyk |

| 26 lutego 201318:00 | Portoryko | 29:39 | Grenlandia | Meksyk |
| 26 lutego 201318:00 |           | 29:39 |            | Meksyk |

| 27 lutego 201316:00 | Stany Zjednoczone | 29:26 | Portoryko | Meksyk |
| 27 lutego 201316:00 |                   | 29:26 |           | Meksyk |

| 27 lutego 201318:00 | Meksyk | 26:31 | Grenlandia | Meksyk |
| 27 lutego 201318:00 |        | 26:31 |            | Meksyk |

| 28 lutego 201316:00 | Grenlandia | 30:27 | Stany Zjednoczone | Meksyk |
| 28 lutego 201316:00 |            | 30:27 |                   | Meksyk |

| 28 lutego 201318:00 | Meksyk | 21:31 | Kuba | Meksyk |
| 28 lutego 201318:00 |        | 21:31 |      | Meksyk |

| 1 marca 201316:00 | Kuba | 30:26 | Portoryko | Meksyk |
| 1 marca 201316:00 |      | 30:26 |           | Meksyk |

| 1 marca 201318:00 | Stany Zjednoczone | 29:20 | Meksyk | Meksyk |
| 1 marca 201318:00 |                   | 29:20 |        | Meksyk |

### Ameryka Środkowa
| 10 grudnia 2013 | Kostaryka | 24:39 | Gwatemala | San Salvador |
| 10 grudnia 2013 |           | 24:39 |           | San Salvador |

| 10 grudnia 2013 | Salwador | 31:20 | Honduras | San Salvador |
| 10 grudnia 2013 |          | 31:20 |          | San Salvador |

| 11 grudnia 2013 | Nikaragua | 43:24 | Honduras | San Salvador |
| 11 grudnia 2013 |           | 43:24 |          | San Salvador |

| 11 grudnia 2013 | Salwador | 24:44 | Gwatemala | San Salvador |
| 11 grudnia 2013 |          | 24:44 |           | San Salvador |

| 12 grudnia 2013 | Gwatemala | 41:16 | Honduras | San Salvador |
| 12 grudnia 2013 |           | 41:16 |          | San Salvador |

| 12 grudnia 2013 | Kostaryka | 26:24 | Nikaragua | San Salvador |
| 12 grudnia 2013 |           | 26:24 |           | San Salvador |

| 13 grudnia 2013 | Nikaragua | 22:41 | Gwatemala | San Salvador |
| 13 grudnia 2013 |           | 22:41 |           | San Salvador |

| 13 grudnia 2013 | Salwador | 29:37 | Kostaryka | San Salvador |
| 13 grudnia 2013 |          | 29:37 |           | San Salvador |

| 14 grudnia 2013 | Kostaryka | 26:20 | Honduras | San Salvador |
| 14 grudnia 2013 |           | 26:20 |          | San Salvador |

| 14 grudnia 2013 | Salwador | 29:37 | Nikaragua | San Salvador |
| 14 grudnia 2013 |          | 29:37 |           | San Salvador |

## Losowanie grup
Losowanie grup odbyło się 24 maja 2014 roku w Montevideo. W jego wyniku dziewięć zespołów podzielono na dwie grupy.
| Grupa A                                                          | Grupa B                                   |
| ---------------------------------------------------------------- | ----------------------------------------- |
| - Brazylia - Urugwaj - Stany Zjednoczone - Wenezuela - Gwatemala | - Argentyna - Chile - Grenlandia - Meksyk |

## Faza grupowa

### Grupa A
| 24 czerwca 201418:00 | Brazylia | 28:17(15:8) | Stany Zjednoczone | Estadio Municipal Sergio Matto, Canelones |
| 24 czerwca 201418:00 |          | 28:17(15:8) |                   | Estadio Municipal Sergio Matto, Canelones |

| 24 czerwca 201420:00 | Urugwaj | 36:19(17:9) | Gwatemala | Estadio Municipal Sergio Matto, Canelones |
| 24 czerwca 201420:00 |         | 36:19(17:9) |           | Estadio Municipal Sergio Matto, Canelones |

| 25 czerwca 201416:00 | Brazylia | 54:12(28:4) | Gwatemala | Estadio Municipal Sergio Matto, Canelones |
| 25 czerwca 201416:00 |          | 54:12(28:4) |           | Estadio Municipal Sergio Matto, Canelones |

| 25 czerwca 201420:00 | Urugwaj | 27:23(15:5) | Stany Zjednoczone | Estadio Municipal Sergio Matto, Canelones |
| 25 czerwca 201420:00 |         | 27:23(15:5) |                   | Estadio Municipal Sergio Matto, Canelones |

| 26 czerwca 201414:00 | Stany Zjednoczone | 34:28(13:12) | Gwatemala | Estadio Municipal Sergio Matto, Canelones |
| 26 czerwca 201414:00 |                   | 34:28(13:12) |           | Estadio Municipal Sergio Matto, Canelones |

| 26 czerwca 201420:00 | Brazylia | 32:15(15:7) | Urugwaj | Estadio Municipal Sergio Matto, Canelones |
| 26 czerwca 201420:00 |          | 32:15(15:7) |         | Estadio Municipal Sergio Matto, Canelones |

### Grupa B
| 23 czerwca 201416:30 | Chile | 34:18(15:8) | Meksyk | Estadio Municipal Sergio Matto, Canelones |
| 23 czerwca 201416:30 |       | 34:18(15:8) |        | Estadio Municipal Sergio Matto, Canelones |

| 23 czerwca 201418:30 | Argentyna | 33:20(14:12) | Grenlandia | Estadio Municipal Sergio Matto, Canelones |
| 23 czerwca 201418:30 |           | 33:20(14:12) |            | Estadio Municipal Sergio Matto, Canelones |

| 25 czerwca 201414:00 | Argentyna | 33:16(18:8) | Meksyk | Estadio Municipal Sergio Matto, Canelones |
| 25 czerwca 201414:00 |           | 33:16(18:8) |        | Estadio Municipal Sergio Matto, Canelones |

| 25 czerwca 201418:00 | Chile | 29:24(13:12) | Grenlandia | Estadio Municipal Sergio Matto, Canelones |
| 25 czerwca 201418:00 |       | 29:24(13:12) |            | Estadio Municipal Sergio Matto, Canelones |

| 26 czerwca 201420:00 | Grenlandia | 33:24(17:12) | Meksyk | Estadio Municipal Sergio Matto, Canelones |
| 26 czerwca 201420:00 |            | 33:24(17:12) |        | Estadio Municipal Sergio Matto, Canelones |

| 26 czerwca 201418:00 | Argentyna | 34:19(16:12) | Chile | Estadio Municipal Sergio Matto, Canelones |
| 26 czerwca 201418:00 |           | 34:19(16:12) |       | Estadio Municipal Sergio Matto, Canelones |

## Faza pucharowa
|  |                        |                        |                        |                       |    |                   |                   |                   |
|  | Półfinały o 5. miejsce | Półfinały o 5. miejsce | Półfinały o 5. miejsce |                       |    | Mecz o 5. miejsce | Mecz o 5. miejsce | Mecz o 5. miejsce |
|  | Półfinały o 5. miejsce | Półfinały o 5. miejsce | Półfinały o 5. miejsce |                       |    | Mecz o 5. miejsce | Mecz o 5. miejsce | Mecz o 5. miejsce |
|  | 28 czerwca 2014 16:00  |                        |                        |                       |    |                   |                   |                   |
|  |                        |                        |                        |                       |    |                   |                   |                   |
|  | Grenlandia             | Grenlandia             | 44                     |                       |    |                   |                   |                   |
|  | Grenlandia             | Grenlandia             | 44                     | 29 czerwca 2014 16:00 |    |                   |                   |                   |
|  | Gwatemala              | Gwatemala              | 22                     |                       |    |                   |                   |                   |
|  | Gwatemala              | Gwatemala              | 22                     |                       |    | Grenlandia        | Grenlandia        | 43                |
|  | 28 czerwca 2014 20:00  |                        |                        |                       |    | Grenlandia        | Grenlandia        | 43                |
|  |                        |                        | Stany Zjednoczone      | Stany Zjednoczone     | 32 |                   |                   |                   |
|  | Stany Zjednoczone      | Stany Zjednoczone      | Stany Zjednoczone      | Stany Zjednoczone     | 32 | 41                |                   |                   |
|  | Stany Zjednoczone      | Stany Zjednoczone      |                        |                       |    |                   |                   |                   |
|  | Meksyk                 | Meksyk                 | 28                     |                       |    |                   |                   |                   |
|  | Meksyk                 | Meksyk                 | 28                     | Mecz o 3. miejsce     |    |                   |                   |                   |
|  |                        |                        |                        |                       |    |                   |                   |                   |
|  | 29 czerwca 2014 16:00  |                        |                        |                       |    |                   |                   |                   |
|  |                        |                        |                        |                       |    |                   |                   |                   |
|  | Gwatemala              | Gwatemala              | 16                     |                       |    |                   |                   |                   |
|  | Gwatemala              | Gwatemala              | 16                     |                       |    |                   |                   |                   |
|  | Meksyk                 | Meksyk                 | 37                     |                       |    |                   |                   |                   |
|  | Meksyk                 | Meksyk                 | 37                     |                       |    |                   |                   |                   |

| 28 czerwca 201416:00 | Grenlandia | 44:22(25:12) | Gwatemala | Estadio Municipal Sergio Matto, Canelones |
| 28 czerwca 201416:00 |            | 44:22(25:12) |           | Estadio Municipal Sergio Matto, Canelones |

| 28 czerwca 201420:00 | Stany Zjednoczone | 41:28(20:12) | Meksyk | Estadio Municipal Sergio Matto, Canelones |
| 28 czerwca 201420:00 |                   | 41:28(20:12) |        | Estadio Municipal Sergio Matto, Canelones |

| 29 czerwca 201416:00 | Grenlandia | 43:32(25:14) | Stany Zjednoczone | Estadio Municipal Sergio Matto, Canelones |
| 29 czerwca 201416:00 |            | 43:32(25:14) |                   | Estadio Municipal Sergio Matto, Canelones |

| 29 czerwca 201414:00 | Meksyk | 37:16(15:9) | Gwatemala | Estadio Municipal Sergio Matto, Canelones |
| 29 czerwca 201414:00 |        | 37:16(15:9) |           | Estadio Municipal Sergio Matto, Canelones |

### Mecze o 1. miejsce
|  |                       |           |           |                       |    |           |           |       |
|  | Półfinały             | Półfinały | Półfinały |                       |    | Finał     | Finał     | Finał |
|  | Półfinały             | Półfinały | Półfinały |                       |    | Finał     | Finał     | Finał |
|  | 28 czerwca 2014 14:00 |           |           |                       |    |           |           |       |
|  |                       |           |           |                       |    |           |           |       |
|  | Argentyna             | Argentyna | 30        |                       |    |           |           |       |
|  | Argentyna             | Argentyna | 30        | 29 czerwca 2014 20:00 |    |           |           |       |
|  | Urugwaj               | Urugwaj   | 16        |                       |    |           |           |       |
|  | Urugwaj               | Urugwaj   | 16        |                       |    | Argentyna | Argentyna | 30    |
|  | 28 czerwca 2014 18:00 |           |           |                       |    | Argentyna | Argentyna | 30    |
|  |                       |           | Brazylia  | Brazylia              | 19 |           |           |       |
|  | Brazylia              | Brazylia  | Brazylia  | Brazylia              | 19 | 36        |           |       |
|  | Brazylia              | Brazylia  |           |                       |    |           |           |       |
|  | Chile                 | Chile     | 28        |                       |    |           |           |       |
|  | Chile                 | Chile     | 28        | Mecz o 3. miejsce     |    |           |           |       |
|  |                       |           |           |                       |    |           |           |       |
|  | 29 czerwca 2014 18:00 |           |           |                       |    |           |           |       |
|  |                       |           |           |                       |    |           |           |       |
|  | Urugwaj               | Urugwaj   | 24        |                       |    |           |           |       |
|  | Urugwaj               | Urugwaj   | 24        |                       |    |           |           |       |
|  | Chile                 | Chile     | 25        |                       |    |           |           |       |
|  | Chile                 | Chile     | 25        |                       |    |           |           |       |

| 28 czerwca 201414:00 | Argentyna | 30:16(18:6) | Urugwaj | Estadio Municipal Sergio Matto, Canelones |
| 28 czerwca 201414:00 |           | 30:16(18:6) |         | Estadio Municipal Sergio Matto, Canelones |

| 28 czerwca 201418:00 | Brazylia | 36:28(16:13) | Chile | Estadio Municipal Sergio Matto, Canelones |
| 28 czerwca 201418:00 |          | 36:28(16:13) |       | Estadio Municipal Sergio Matto, Canelones |

| 29 czerwca 201420:00 | Argentyna | 30:19(15:12) | Brazylia | Estadio Municipal Sergio Matto, Canelones |
| 29 czerwca 201420:00 |           | 30:19(15:12) |          | Estadio Municipal Sergio Matto, Canelones |

| 29 czerwca 201418:00 | Urugwaj | 24:25(13:13) | Chile | Estadio Municipal Sergio Matto, Canelones |
| 29 czerwca 201418:00 |         | 24:25(13:13) |       | Estadio Municipal Sergio Matto, Canelones |

## Klasyfikacja końcowa
| Miejsce | Reprezentacja     | Uwagi          |
| ------- | ----------------- | -------------- |
| złoto   | Argentyna         | awans: MŚ 2015 |
| srebro  | Brazylia          | awans: MŚ 2015 |
| brąz    | Chile             | awans: MŚ 2015 |
| 4       | Urugwaj           | -              |
| 5       | Grenlandia        | -              |
| 6       | Stany Zjednoczone | -              |
| 7       | Meksyk            | -              |
| 8       | Gwatemala         | -              |

## Nagrody indywidualne
| Najlepszy strzelec   | Najlepszy bramkarz | Najlepszy lewoskrzydłowy | Najlepszy prawoskrzydłowy | Najlepszy lewy rozgrywający | Najlepszy środkowy rozgrywający | Najlepszy prawy rozgrywający | Najlepszy obrotowy         |
| -------------------- | ------------------ | ------------------------ | ------------------------- | --------------------------- | ------------------------------- | ---------------------------- | -------------------------- |
| Akutaanek Kreutzmann | Maik Santos        | Alejandro Velazco        | Federico Pizarro          | Akutaanek Kreutzmann        | Diego Simonet                   | Rodrigo Salinas Munoz        | Marco Antonio Oneto Zuniga |